# Gran Premio Ciclista La Marsellesa 2018
La 39ª edición del Gran Premio Ciclista la Marsellesa se disputó entre el 28 de enero del 2018. La distancia de la prueba fue de 145,3 km.
La carrera forma parte del circuito UCI Europe Tour 2018 dentro de la categoría 1.1 y fue ganada por el ciclista francés Alexandre Geniez del equipo de categoría UCI WorldTeam el AG2R La Mondiale.

## Equipos
Tomaron la partida un total de 16 equipos, de los cuales 2 fueron de categoría UCI WorldTeam, 11 Profesional Continental y 4 Continental, quienes conformaron un pelotón de 110 ciclistas de los cuales terminaron 95.
| WorldTeams (2)- FDJ - AG2R La Mondiale Equipos continentales profesionales (10)- Cofidis, Solutions Crédits - Delko-Marseille Provence-KTM - Fortuneo-Samsic - Vital Concept - Direct Énergie - Sport Vlaanderen-Baloise - Vérandas Willems-Crelan - Wanty-Groupe Gobert - WB-Aqua Protect-Veranclassic - Euskadi Basque Country-Murias Equipos continentales (4)- Cibel-Cebon - Saint Michel-Auber 93 - Roubaix Lille Métropole - Amore & Vita-Prodir |
| |

## Clasificación final
Los 10 primeros clasificados fueron:
| \| Clasificación general \| Clasificación general \| Clasificación general \| Clasificación general \| Clasificación general \| \| Ciclista \| Ciclista \| Equipo \| Tiempo \| \| \| --------------------- \| --------------------- \| ---------------------------- \| --------------------- \| --------------------- \| \| 1.º \| Alexandre Geniez \| AG2R La Mondiale \| 3 h 47 min 21 s \| \| \| 2.º \| Odd Christian Eiking \| Wanty-Groupe Gobert \| + 0 s \| \| \| 3.º \| Lilian Calmejane \| Direct Énergie \| + 0 s \| \| \| 4.º \| Jesús Herrada \| Cofidis, Solutions Crédits \| + 0 s \| \| \| 5.º \| Guillaume Martin \| Wanty-Groupe Gobert \| + 2 s \| \| \| 6.º \| Rémy Di Gregorio \| Delko-Marseille Provence-KTM \| + 3 s \| \| \| 7.º \| Valentin Madouas \| FDJ \| + 4 s \| \| \| 8.º \| Romain Bardet \| AG2R La Mondiale \| + 4 s \| \| \| 9.º \| Tony Gallopin \| AG2R La Mondiale \| + 13 s \| \| \| 10.º \| Dimitri Claeys \| Cofidis, Solutions Crédits \| + 1 min 52 s \| \| |                      |                              |                 |
| |                      |                              |                 |
| Fuentes: ProCyclingStats Cycling Archives |                      |                              |                 |
| Clasificación general |                      |                              |                 |
| Ciclista | Ciclista             | Equipo                       | Tiempo          |
| 1.º | Alexandre Geniez     | AG2R La Mondiale             | 3 h 47 min 21 s |
| 2.º | Odd Christian Eiking | Wanty-Groupe Gobert          | + 0 s           |
| 3.º | Lilian Calmejane     | Direct Énergie               | + 0 s           |
| 4.º | Jesús Herrada        | Cofidis, Solutions Crédits   | + 0 s           |
| 5.º | Guillaume Martin     | Wanty-Groupe Gobert          | + 2 s           |
| 6.º | Rémy Di Gregorio     | Delko-Marseille Provence-KTM | + 3 s           |
| 7.º | Valentin Madouas     | FDJ                          | + 4 s           |
| 8.º | Romain Bardet        | AG2R La Mondiale             | + 4 s           |
| 9.º | Tony Gallopin        | AG2R La Mondiale             | + 13 s          |
| 10.º | Dimitri Claeys       | Cofidis, Solutions Crédits   | + 1 min 52 s    |

## UCI World Ranking
El Gran Premio Ciclista la Marsellesa otorga puntos para el UCI Europe Tour 2018 y el UCI World Ranking, este último para corredores de los equipos en las categorías UCI WorldTeam, Profesional Continental y Equipos Continentales. Las siguientes tablas muestran el baremo de puntuación y los 10 corredores que obtuvieron más puntos:
| Posición   | 1º  | 2º | 3º | 4º | 5º | 6º | 7º | 8º | 9º | 10º | 11º | 12º | 13º-15º | 16º-25ª |
| Puntuación | 125 | 85 | 70 | 60 | 50 | 40 | 35 | 30 | 25 | 20  | 15  | 10  | 5       | 3       |

| 1.º  | Alexandre Geniez     | Ag2r La Mondiale             | 125 |
| 2.º  | Odd Christian Eiking | Wanty-Groupe Gobert          | 85  |
| 3.º  | Lilian Calmejane     | Direct Énergie               | 70  |
| 4.º  | Jesús Herrada        | Cofidis, Solutions Crédits   | 60  |
| 5.º  | Guillaume Martin     | Wanty-Groupe Gobert          | 50  |
| 6.º  | Rémy Di Gregorio     | Delko Marseille Provence KTM | 40  |
| 7.º  | Valentin Madouas     | FDJ                          | 35  |
| 8.º  | Romain Bardet        | Ag2r La Mondiale             | 30  |
| 9.º  | Tony Gallopin        | Ag2r La Mondiale             | 25  |
| 10.º | Dimitri Claeys       | Cofidis, Solutions Crédits   | 20  |